# Odèon d'Herodes Àtic
L'odèon d'Herodes Àtic és un edifici per a audicions musicals construït l'any 161 gràcies a la gran fortuna del cònsol romà d'origen grec Herodes Àtic, que el va fer construir en memòria de la seva dona, Ànnia Regil·la, morta l'any anterior.
Es va emplaçar al costat del teatre de Dionís, al peu de l'Acròpoli d'Atenes, a la part sud. La seva planta és com la d'un teatre romà, però amb la diferència que l'odèon estava cobert amb un sostre de fusta; tenia una capacitat a les seves graderies per a cinc mil espectadors i un escenari amb 35 metres de longitud.
La graderia i l'escena es van restaurar a la dècada del 1950 amb marbre pentèlic. Des d'aleshores és un dels escenaris principals del Festival d'Atenes, que se celebra cada any de maig a octubre, i on actuen artistes grecs i internacionals de renom. Per l'odèon han passat, entre d'altres, Maria Callas, Maurice Béjart, Alicia de Larrocha, els Ballets del Bolxoi, Mikis Theodorakis, Giorgos Dalaras, Kharis Alexíou, Yanni, Nana Mouskouri, Sting, Elton John o Andrea Bocelli, per citar-ne només uns quants dels més destacats.